# Europæiske vandskel
Det europæiske vandskel er vandskellet mellem Atlanterhavet og Middelhavet (med deres respektive bihave). Det strækker sig fra Gibraltar til i nærheden af Moskva. De største afvandingsområder som det deler er Rhinens i nord og Donaus i syd (199 000 resp. 796 000 km²).
Vandskellet slutter 200 km vest for Moskva på Smolensk-Moskva-ryggen. Her møder det afvandingsområdet til det Kaspiske Hav (ved Volga), og vandskellet deler sig derfor i to: Mod nord fortsætter det mellem Østersøen og det Kaspiske Hav, mod øst vandskellet mellem Sortehavet og det Kaspiske Hav.
Det europæiske hovedvandskel møder på sin over 5000 km lange vej fire sidevandskel :
- Vandskellet mellem Atlanterhavet og Nordsøen (Seinen resp. Maas), som går mod nord fra Plateau de Langres i Frankrig;
- Vandskellet mellem Middel- og Adriaterhavet (Rhône resp. Po), som går mod syd fra Witenwasserenstock i Schweiz;
- Vandskellet mellem Adriater- og Sortehavet (Po resp. Donau), som begynder på Piz Lunghin i Schweiz og går mod sydøst;
- Vandskellet mellem Nord- og Østersøen (Elben resp. Oder), som begynder på Trójmorski Wierch eller Klepý (grænsen Polen/Tjekkiet) og går mod nord.

Nogle få steder er det europæiske vandskel ikke helt klart defineret. Donau mister f.eks. i sit øvre løb en del vand gennem underjordiske floder til den lavere liggende Aachtopf i Rhinens afvandingsområde. Videre har forskellige kanaler og vandkraftværker ført til en «opblødning» af det europæiske hovedvandskel.
61°28′N 37°46′Ø / 61.47°N 37.77°Ø